# Gorgona (wyspa)
Gorgona jest najmniejszą wyspą Archipelagu Toskańskiego, znajdującą się na Morzu Liguryjskim w odległości 37 km od Livorno (Włochy). Zamieszkana jest przez zaledwie 30 mieszkańców, z których nieliczni spędzają tu cały rok.
Gorgona obejmuje obszar 2,25 km² i jest stukrotnie mniejsza od największej wyspy archipelagu Elby. Wyspa wznosi się na wysokość 255 m n.p.m., pokryta jest typową roślinnością śródziemnomorską. Jej profil widziany z lotu ptaka, dzięki urozmaiconej skalistej powierzchni, przypomina wyłaniającą się z morza twarz. Wody wokół wyspy charakteryzują się bogactwem fauny morskiej. Wraz z wyspami Capraia, Pianosa, Elba, Giglio, Giannutri i Montecristo, Gorgona tworzy teren Narodowego Parku Archipelagu Wysp Toskańskich.
Cala dello Scalo jest jedynym miejscem na wyspie, gdzie można bezpiecznie przybić łodzią. Dawniej znajdowała się tutaj starożytna osada rybacka. Historia wyspy sięga czasów etruskich i rzymskich. Benedyktyni i cystersi w różnych okresach średniowiecza na zmianę zajmowali wyspę, wznosząc kolejne klasztory.
Kiedy w XIX wieku Gorgona stała się częścią Królestwa Włoch, w 1869 r. wyspa została przekształcona w kolonię karną i pełni tę funkcję do dziś. Dlatego przyjazd na wyspę wymaga zgody Ministerstwa Sprawiedliwości i władz więziennych; obowiązuje zakaz zbliżania się do niej na odległość mniejszą niż 2 mile morskie.